# Ахеменидско царство
Ахеменидско царство (стрперс. , Pārsa; перс. شاهنشاهی هخامنشی), или Прво персијско царство, Староперсијско царство, је било прво Персијско царство које је од 520. п. н. е. до 330. п. н. е. обухватало је простор Великог Ирана. На врхунцу моћи Ахеменидско царство протезало се на око 10,7 милиона km² што га чини највећим царством у историји старог вијека. Становништво овог царства је у то вријеме чинило 46% свјетске популације.
Оснивач царства је Кир Велики који га је проширио на већи дио Блиског истока, док су његови насљедници Камбиз II и Дарије I проширили на Африку односно Европу, што га чини првим царством које се простирало на три континента. Територију царства осим Ирана, обухватале и дијелове данашње Индије и Пакистана, подручје средње Азије, Мале Азије, Тракије, већи дио црноморског приморја, Месопотамије, сјевер Арапског полуострва, Левант, Сирију, сјевероисточни дио Африке тј. дијелове данашњег Египта, Либије, Судана и Етиопије.
У историографији остало је највише упамћено по грчко-персијским ратовима и успјешном моделу Кирове односно Даријеве централизације власти, богатој умјетничког заоставштини, ослобађају Јевреја из вавилонског ропства, толеранцији вјерских мањина, те првом писаном документу о људским правима (Киров ваљак). Царство доживљава пад почетком 4. вијека п. н. е., а Александар Велики га осваја 330. п. н. е.

## Персијанци и Међани
Персијска домовина била је Персија, данашња провинција Фарс, која се налазила на југоисточном ободу планина Загрос. Персијанци припадају већој групи народа — Иранцима. Иранци су првобитно били сточари који су се из централне Азије померали у Иран. Асирски извори од 9. до 7. века п. н. е. говоре о Персијанцима и Међанима. Међани су се настањивали у области Ектабане и били су много истакнутији у односу на Персијанце, поготово у асирским аналима. О Персијанцима нема никаквих сигурним помена пре првог миленијума п. н. е. Фарса се у ранијем периоду налазила у склопу државе Елама. Асурбанипаловим упадом у Елам (646. година п. н. е.), Елам губи контролу над Фарсом. Због тога се за настанак персијске државе може узети 7. век п. н. е. Старије, можда и правилније, име за персијску државу јесте „Аншан“. Кирови претходници (Ахемен, Теисп, Кир I, Аријарамн, Камбиз I, Арсам) називани су „краљевима Аншана“.
Међани, који су живели у области античке Екбатане, знатно чешће се спомињу у асирским изворима. Они су се и географски налазили ближе Асирији те су често били мета асирских похода. Асирски краљеви разликовали су две групе Међана: унутар и ван царства. Међански владар Кијаксар, заједно са вавилонским владарем, учествовао је у походу на Ниниву. Међутим, користи од пада Асирије имали су само Вавилоњани који су основали Нововавилонско царство. Кијаксар се, након пљачке асирских градова, повукао у своју земљу и до 585. године п. н. е. проширио своју власт до источне Анадолије улазећи у сукоб са лидијским владаром Крезом. Река Халис чинила је границу двеју држава. И поред недостатка конкретних доказа, верује се да је Медијско царство имало неку врсту хегемоније над персијском државом. Овај став заснива се на основу дела познијих античких писаца — Херодота, Ктезије и др.

## Настанак
Оснивач Персијског царства био је Кир од Персије/Аншана. Киров цилиндар доказ је да је Кир потицао од лозе месних владара. Антички писци (Херодот и Ктезије) наводе да је Персија била вазална међанска држава. Ови наводи нису потврђени археолошким налазима. Даље, антички писци говоре о побуни коју је Кир, медијски вазал, подигао против међанског краља Астијага. Побуна је завршена заробљавањем међанског краља и преносом власти из Ектабане у персијски центар. Ектабана је постала престоница међанске сатрапије. Победом над Астијагом, Кир је потпуно преузео међанске територије. Персија се простирала од реке Халис до источног Ирана. Побуну Кира Персијског покушао је искористити краљ Крез како би остварио територијалне амбиције Лидије. Прешао је реку Халис и сусрео се са персијском војском код Птерије. Битка је завршена без победника. Крез је повукао своју војску натраг у Лидију. Кир је наставио да га гони све до лидијске престонице, Сарда. Након двонедељне опсаде, Сард је пао. Лидија је пала под персијску власт, а Крез је заробљен и одведен на персијски двор где је, по Херодоту, постао један од најцењенијих саветника персијског цара. Тачан датум персијског освајања Лидије није познат. Обично се датује негде током четрдесетих година 6. века п. н. е.
Нагло јачање Персије зближило је Египат и Вавилонију. Освајање Лидије, вавилонског савезника, довело је Кира у директан сукоб са Набонидом. Персијска и вавилонска војска сукобиле су се код Описа, источно од Тигра. Вавилонска војска поражена је и масакрирана. Набонид је пао у заробљеништво, а Вавилонци су Кира прихватили као свог новог краља. Нововавилонско царство сада је постало део Персијског царства које је тиме стекло огромну територију — од Египта до Загроса. Свога сина, Камбиза, Кир је именовао за савладара и краља Вавилона. Завршетак вавилонског ропства и поновна изградња храма у Јерусалиму традиционално се приписује Киру. Овим актом Кир је ојачао свој положај на Леванту. Кир се потом окренуо освајањима ка „далеком истоку“. Овај аспект персијских освајања најмање је документован. И Херодот и Ктезија стављају ове походе на сам крај Кирове владавине и наводе да је персијски цар погинуо у Бактрији. Пре смрти, подвео је под персијску контролу већи део Авганистана, данашњи Узбекистан, Туркменистан и Таџикистан. Кир је основао и нову престоницу — Пасаргаде, на месту 75 km удаљеном од староеламског града Аншана.

## Камбизова владавина
Камбиз је своју владавину започео као очев савладар. Владао је Вавилоном као краљ. Након очеве смрти преузима престо и наставља са успешним походима. Главни Камбизов циљ био је освајање Египта, једине преостале велике силе на старом истоку. Поморска моћ Египта била је значајно повећана. Камбиз је започео са припремама за велики војни поход. Припреме су се састојале у стварању персијске флоте. Посаду бродова чинили су поданици поморских персијских држава. Међутим, предводници су, без разлике, били Персијанци. Дуготрајне припреме окончане су 526/5. године п. н. е. Камбизов поход на Египат детаљно је описао Херодот у својој другој књизи. Инвазији је претходило одвајање Кипра од Египта и склапање споразума са Арабљанима на Синајском полуострву. Египћани су се сукобили са Персијанцима на најисточнијем рукавцу Нила. У првој бици су одлучно потучени и приморани на повлачење у Мемфис. Мемфис је опкољен и након десет дана и освојен. Египатски краљ Псаметих III је заробљен. Пад египатске древне престонице заплашио је суседне народе на западу. Либија, Барка и Кирена приклонили су се освајачу. Настојања да освоји и јужно, Кушитско краљевство, остала су без успеха.
Крај Камбизове владавине је нејасан. Херодот преноси да су озбиљни немири потресали царство док се Камбиз борио у Египту. Према Херодоту, Камбиз је потајно убио свога брата Бардију. Убиство је искористио персијски маг Гаумата да се прогласи за Бардију и преузме краљевски престо. Многи Персијанци прешли су на његову страну, а Камбиз је остао изолован у Египту. Чим је чуо за побуну, Камбиз се упутио натраг у отаџбину, али је умро на путу.

## Дарије Велики
Долазак Дарија на власт је прича налик трилеру. Камбиз је, наводно, пред смрт признао братоубиство својим дворанима. Персијанци нису били сигурни да ли да му верују или да прихвате новог цара. Потом је група персијских племића разоткрила варалицу, сковала заверу и убила га. Њихов вођа, Дарије, постао је нови персијски цар. Даријева породица била је блиско повезана са Кировом тако да није дошло до прекида владајуће династије. Долазак Дарија на власт праћен је устанцима широм земље — у Ирану, Месопотамији, Јерменији, Авганистану и централним деловима Азије. Дарије је провео годину дана у њиховом гушењу које је било изузетно сурово. Главни извори за Даријеву владавину јесу грчка историографија и Стари завет. Ахеменидско царство значајно је проширено за време владавине овог моћног владара. Држави је припојена северозападна Индија. Тачан датум није познат, али се зна да је освојена јер се налазила на листи држава потчињених Персији. Под персијском влашћу нашли су се градови на обали Егејског мора и неколико острва међу којима је и Самос. Око 513. године п. н. е. персијска власт проширена је на Тракију, а Персијанци склапају савез са македонском владајућом династијом. У четвртој књизи Херодотовој описан је Даријев прекинути поход на Ските.
Године 499. п. н. е. јонски градови предвођени Милетом дижу устанак. Придружили су им се Карија и делови Кипра уз ограничену подршку Атине и Еретрије. Персијанцима је требало пет година да угуше устанак. Коначан резултат био је казнени напад на Атину и Еретрију који је завршен поразом Персијанаца у бици на Маратонском пољу 490. године п. н. е. Персијанци ипак нису изгубили никакву територију. Дарије је наставио Камбизов покушај да овлада западним египатским оазама. Завршио је прокопавање канала који повезује Средоземно и Црвено море који је започео египатски фараон Нехо II. Тиме је покушао да отвори велики поморски трговачки пут од источног Средоземља до Персијског залива. Дарије је започео два велика грађевинска пројекта — изградњу два краљевска града, Сузе и Персепоља. Умро је 486. године п. н. е.

## Рат са Грчком
Даријев син и наследник, Ксеркс, наставља политику свога оца. Одмах по доласку на власт, Ксеркс је морао да се суочи са побуном која је избила у Египту (486. п. н. е.). Побуну је угушио за годину дана. Ксеркс је планирао да настави са ратом против грчких полиса. Зато је предузео велике припреме. Године 481. п. н. е. избио је устанак у Вавилонији . Након гушења и овог устанка, Ксеркс је велику сатрапију Вавилонију поделио на две мање: „Вавилонију“ и „Преко реке“. Прва је обухватала данашњи Ирак и Сирију до Еуфрата, а друга остатак Сирије и Палестину. У борби против Грчке Ксеркс није имао толико успеха. Неки грчки градови су прихватили персијску власт (Теба, Тесалија), али су други то одбили (Спарта, Атина). Сам персијски цар предводио је експедицију која је напала Грчку. Међутим, иако је сакупио најјачу до тада виђену војску, Ксеркс није успео да покори Грчку. Након пораза Спарте у Термопилском кланцу, Ксеркс је наставио са продором ка југу освајајући Атину. Међутим, Атињани су се на време склонили на острво Саламину где се одиграла велика поморска битка. Ксеркс је поражен лукавством. Атински војсковођа Темистокле навео га је на плићак где персијска флота није могла да се развије. Након пораза код Саламине Ксеркс се повлачи на исток јер су се појавиле индиције да би Вавилон поново могао подићи устанак. У Грчкој је оставио велику војску. Међутим, након пораза код Платеје и Микале, Персијанци су протерани и из Грчке и са егејске обале. Атињани преузимају вођство у борби против Персије и оснивају Делски поморски савез како би обезбедили редовне финансијске и војне ресурсе за наставак рата са Персијом. Рат се наставио још неколико деценија. Једина значајнија битка вођена је на ушћу реке Еуримедон где су Атињани однели још једну сјајну победу. Године 465. п. н. е. Ксеркс је убијен у дворској завери. Следећи цар био је Артаксеркс I. Атињани су подржавали побуну месног египатског вође Инара. Артаксеркс је послао свога заповедника Мегабаза да угуши устанак. Он је то учинио са великом бруталношћу. Атињани су наставили ратовање са Персијом и предузели неуспешан поход на Кипар. Године 449. п. н. е. закључен је мир којим је рат завршен. Персијанци су се одрекли контроле над западном Малом Азијом, а Атињани су одустали од даљег вођења борби и ширења своје државе ка истоку.

## Дарије II и Артаксеркс II
Артаксеркс I умире у зиму 424/3. године п. н. е. у Вавилонији. Наследио га је ванбрачни син Охус који је узео ново име — Дарије II. Дарије је морао водити борбу за престо са Артаксерксовим законитим сином Ксерксом и другим незаконитим сином, Согдијаном. Борба је трајала неколико месеци и завршена је смрћу оба претендента. Дарије се умешао у Пелопонески рат и искористио слабост Атине након Сицилијанске експедиције да пружи помоћ Спарти. Трибут који су сатрапи Тисаферн и Фарнабаз прикупљали од јонских Грка одлазио је у спартанске руке. Тиме је убрзан слом Атине која је 404. године п. н. е. након пораза остала без целокупне флоте. Дарија је наследио син Арсес који узима име Артаксеркс II. Артаксеркс је био ахеменидски владар који се најдуже задржао на престолу (405—359). Убрзо по доласку на власт, Артаксеркс се суочио са својим млађим братом Киром који је претендовао на престо. У сукобу су учествовале и грчке снаге које је предводио Клеарх. Један од учесника похода био је и историчар Ксенофонт. Кирове снаге су поражене у првој бици која је вођена код Кунаксе. У Египту избија устанак 401. године п. н. е. Фараон Амиртеј, оснивач Двадесетосме египатске династије, протерао је Персијанце из Египта. Наредних 56 година Египат неће бити под персијском влашћу. Артаксеркс је постигао успехе на западном фронту. Користећи се новим сукобом у Грчкој (Коринтски рат), Артаксеркс је успео да Грцима наметне споразум (Краљев мир) којим су му предали градове Мале Азије. Персијска власт у овом региону остаће стабилна до доласка Александра на власт.

## Пад Персије
Артаксеркса је 359. године п. н. е. наследио син Охус који је узео име Артаксеркс III. Његово главно достигнуће било је поновно освајање Египта 343. године п. н. е. након дугог и тешког похода. Артаксеркс и његова породица погинули су у крвопролићу које је подстакао и осмислио евнух Багоја. Багоја је потом уздигао на престо јединог преживелог Артаксерксовог сина Арсеса. Он узима ново име — Артаксеркс. Међутим, убијен је након две године Багоја који је подржао долазак на власт Дарија III. Након ступања на престо, Дарије је уклонио Багоју. Судбина му је доделила да му противник буде велики освајач Александар Македонски. Дарије је у историју неосновано ушао као неодлучна кукавица. Међутим, анализа Александрових похода показује да је Дарије следио разумну тактику. Александар је победом код Граника остварио превласт у западној Малој Азији. Победом код Иса прекинуо је ахеменидску власт над Малом Азијом. Потом је освојио Тир након дуготрајне опсаде. Египат му се предао без борбе. Након пораза код Гаугамеле, персијски цар дефинитивно је поражен. Нашао се у бекству. Падом Ектабане, језгра државе, означен је крај Персијског царства и почетак историје хеленизма. Након убиства Дарија од стране једног од његових заповедника, Беса, Александар се прогласио персијским краљем и осветником Ахеменида.

## Сатрапије
Целокупна територија Ахеменидског царства била је подељена на провинције које су се обично називале сатрапије (персијски: штитећи краљевство). Управници су се називали сатрапима. Међутим, терминологија није увек прецизна. Грчки писци су повремено за сваког официра који окружује краља користили реч „сатрап“. Сатрапија је била прилично пространа. Сатрап је водио послове из провинцијске престонице истоветне са старим престоницама држава које су биле освојене. У Египту, на пример, сатрапски центар био је Мемфис, у Лидији Сард, у Медији Ектабана, у Вавилонији Вавилон. Такође су успостављани и нови центри: Дамаск (сатрапија „Преко реке“), Даскилејон (Фригија) и сл. Сатрапска престоница била је умањена верзија краљевских центара. У њој су провинцијски порези сакупљани и чувани. Порези су могли бити плаћани у натури или у племенитим металима. Сатрапова резиденција била је налик палати.
Дужност сатрапа било је и одржавање путева по којима је царство било познато. Херодотови описи дају драгоцене информације о путу којег су Ахемениди изградили од Сарда до Сузе. Постојала су одмаралишта са размаком од једног дана хода где су гласници могли добити храну и нове коње. Унутар сваке сатрапије постојале су мање целине којима су управљали месни људи.

## Религија
Религије старог Блиског истока су биле многобожачке. Обожавали су природу. Сунце и Мјесец, ватра, вода и вјетар су им представљали светиње. Њима су приносили жртве: коње и волове. Обред се обављао на олтарима крај којих је вјечно горјела ватра. Над жртвом су читане св. молитве и поливане су светим пићем — хаома, које се затим давало вјерницима.

### Зороастријска вера
Религију је основао Заратустра (Зороастер је грчки облик) ирански пророк који је према предању живио од 628. до 551. п. н. е. Залагао се против приношења жртава, много богова и против пијења хаоме. По његовом схватању бог се може вољети ако се воли све човјечанство. Зороастријска вјера садржи дуалистички систем у којем су снаге добра, истине и свјетлости, које је створило главно божанство Ахура Мазда, супротстављене силама зла, неистиности мрака, које предводи Ахриман. Постоје добри духови, или ахуре и зли, или деве и сукоб између ових двију супротстављених сила ће на крају резултовати побједом Ахура Мазде.
Ватра, најчистија манифестација Ахура Мазде, је значајна, а кремирање није дозвољено зато што би могло заразити ватру. Умјесто тога, лешеви су стављани под један камен да га животиње не би однијеле и тако загадиле воду и биље. Остављени су тако док их птице не поједу, а затим су њихове кости стављане у урну и закопаване. Пошто су вјеровали да је Сунце прочишћујућа сила, тијела су увијек остављали дању.
Зороастризам још живи као религија. Кад су муслимани покорили Персију и почели убијати оне који нису хтјели да пређу у ислам, једна повећа група Иранаца је одбјегла у Индију, гдје су наставили ширење зороастризма. Данас се називају Парсима, а реч парси значи Персијанци.

## Уметност
Пасаргада, Персепољ, Суза: величанствени краљевски градови и оличење персијске умјетности. Уз чудан изузетак религиозног градитељства и ликовне умјетности, те се престонице темеље на сјају и пространству краљевских палата, саграђених од камена и сјајно украшених, положених на вештачку зараван, погодну за обављање религиозних и грађанских свечаности; упадљива је важност коју у њима имају тријемови и ападанас, велика престона дворана, наткривена са стубовима.
Велики утицај на персијску умјетност имају цивилизације њихових сусједа: Асирије, Египта и Вавилона. Велики ниски рељефи исклесани у камену којима су украшене краљевске гробнице и подножја тераса су преузети од Асираца. Док је Даријева палата богата монументалним фризовима од бојене опеке карактеристичним за Вавилон.

### Златарство
Дивно је и на врло високом степену златарство Персије, нарочито Луристана. Као одјек ликовне и анималистичке маште степских народа са слободним и наглим покретима, оно се развија у елегантне форме.

## Владари Ахемединске династије
- Ахамен
- Теисп
- Кир I
- Аријарамн
- Камбиз I
- Арсам

Од Кира великог надаље сви су цареви Персијског царства
- Кир Велики, владао од 550—530. п. н. е.
- Камбиз II, 529—522. п. н. е.
- Смердис, наводни син Кира великог (узурпатор), владао 522. п. н. е.
- Дарије Велики, владао 521. п. н. е.-486. п. н. е.
- Ксеркс I, владао 485.– 465. п. н. е.
- АртаксерксI, 465—424. п. н. е.
- Ксеркс II, владао 424. п. н. е.
- Согдијан ,424—423. п. н. е.
- Дарије II, 423—405. п. н. е.
- Артаксеркс II, 404—359. п. н. е.
- Артаксеркс III, 358—338. п. н. е.
- Артаксеркс IV, 338—336. п. н. е.
- Дарије III ,336—330. п. н. е.

Александар Македонски осваја Персијско царство и то представља крај династије
Напомена: Текст преузет са сајта http://www.znanje.org уз одобрење.